# Арретир

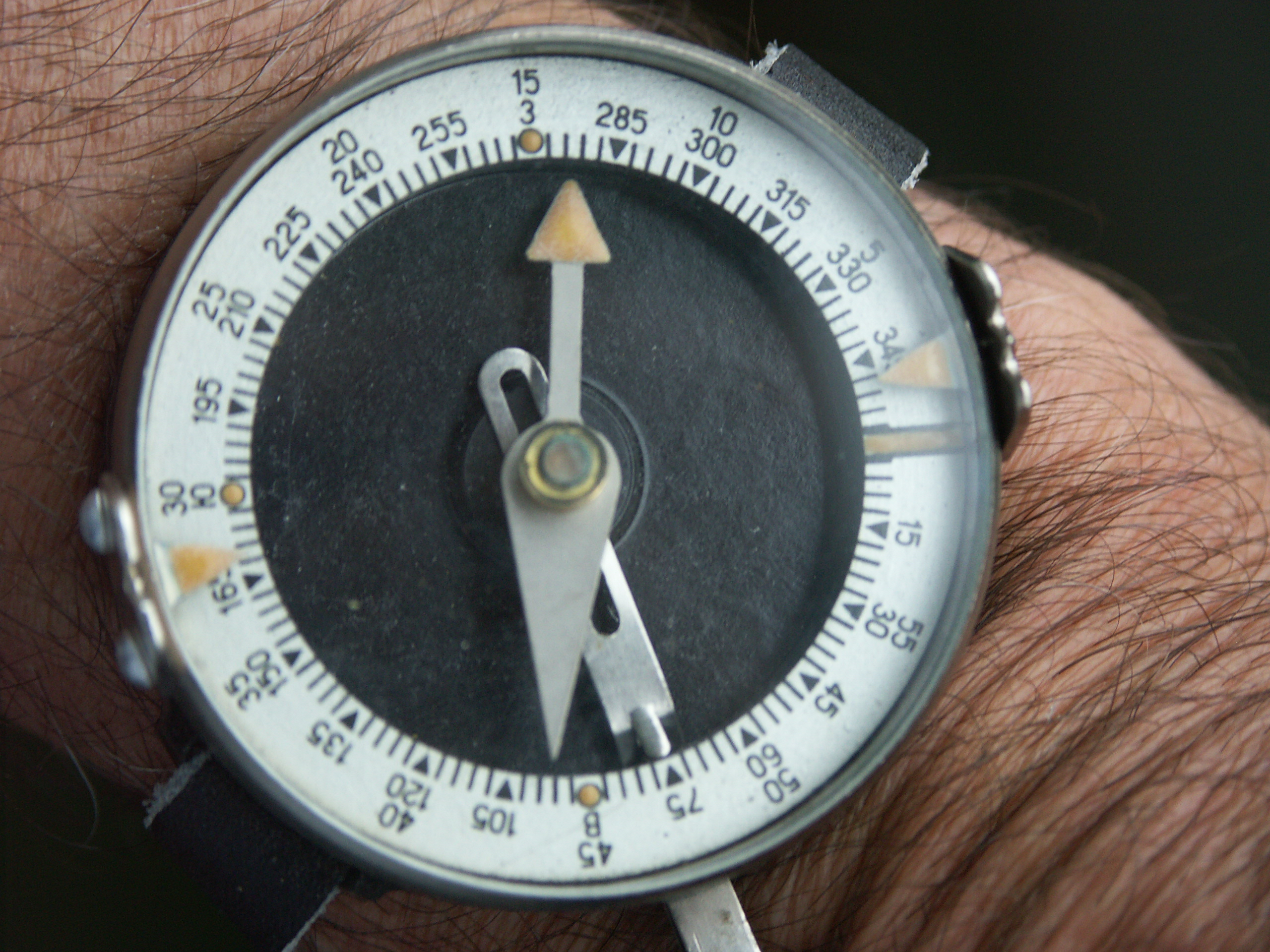
Наручный компас Адрианова с арретиром («тормозом стрелки»)

Арретир (нем. Arretier(ung) от фр. arrêter — останавливать, фиксировать) — механическое приспособление для закрепления чувствительного элемента различных приборов в определённом положении, то есть устройство для закрепления чувствительной подвижной части точного измерительного прибора (гальванометра, аналитических весов и др.) в специальном положении (арретированном или заарретированном), исключающем поломку устройства при транспортировке и монтаже (при случайных толчках, когда прибором не пользуются).
Арретиром называют и рычажок, приостанавливающий движение магнитной стрелки в горных компасах и буссолях.
Применение арретира широко распространено в авиационных гироскопических приборах (гировертикалях, курсовых и инерциальных системах и др.). В них арретир применяется для фиксации рамок карданового подвеса в заданном положении с целью ускорения выхода гироблока в исходное положение.
В весах арретир, поднимающий коромысло весов и освобождающий призмы от нагрузки, значительно уменьшает изнашиваемость главных рабочих частей, также используется для их отключения.
Нередко конструкция арретира совмещается с успокоителем, обеспечивающим затухание колебаний подвижной части прибора.
В сложных устройствах могут применяться несколько арретиров.